# Against the Wind
Az Against the Wind Bonnie Tyler egyik legszebb lírai filmbetétdala.

## A dalról
A Bitterblue után ismét egy olyan kislemez született, amely szép sikereket ért el a toplistákon. Finnországban egyenesen az első helyre ugrott. A dal Dieter Bohlen egyik legszebb filmsorozat-betétdala lett, a Chris Normanhez hasonló, Midnight Lady című dallal együtt, ráadásul mindkét dal a Tatort, vagyis Tetthely című krimisorozat nagy sikerű betétdala lett.

## Kislemez

### Against the Wind – Schimanski; Das Tatort OST
| # | Dalcím                           | Zeneszerző    | Producer      | Hossz |
| - | -------------------------------- | ------------- | ------------- | ----- |
| 1 | Against the Wind (Radio Version) | Dieter Bohlen | Dieter Bohlen | 3:35  |
| 2 | Against the Wind (Long Version)  | Dieter Bohlen | Dieter Bohlen | 5:05  |
| 3 | Against the Wind (Instrumental)  | Dieter Bohlen | Dieter Bohlen | 3:35  |

### Against the Wind – Schimanski; Das Tatort OST "7 single
| #   | Dalcím                           | Zeneszerző    | Producer      | Hossz |
| --- | -------------------------------- | ------------- | ------------- | ----- |
| A/1 | Against the Wind (Radio Version) | Dieter Bohlen | Dieter Bohlen | 3:35  |
| B/1 | Against the Wind (Instrumental)  | Dieter Bohlen | Dieter Bohlen | 3:35  |

## Toplista
Against the Wind kislemez
| Slágerlista (2004) | Legjobb helyezés |
| ------------------ | ---------------- |
| Finnország, rádiós | 1                |
| Ausztria           | 13               |
| Németország        | 36               |
| Német rádiós       | 48               |